# آدام گرینوس
آدام گرینوس (انگلیسی: Adam Grinwis؛ زادهٔ ۲۱ آوریل ۱۹۹۲) بازیکن فوتبال اهل ایالات متحده آمریکا است.